# Nordiska Arbetsgruppen För Internationella Amningsfrågor
Nordiska Arbetsgruppen För Internationella Amningsfrågor, Nafia, är en intressegrupp bildad 1978 (som 1981 följdes av bildandet av NAFIA Sverige) för att bilda opinion mot det internationella företaget Nestlés marknadsföring av bröstmjölksersättning i tredje världen. Nafia är medlemsorganisation i International Baby Food Action Network (IBFAN).
Sedan 2014 är Nafia en arbetsgrupp inom Amningshjälpen.